# Gmina miejska Grocka
Gmina miejska Grocka (serb. Gradska opština Grocka / Градска општина Гроцка) – gmina miejska w Serbii, w mieście Belgrad. W 2018 roku liczyła 86 585 mieszkańców.